# Adelard z Bath
Adelard z Bath (łac.: Adelardus Bathensis; 1090–1160) – XII-wieczny mnich angielski, jeden z pierwszych tłumaczy Elementów Euklidesa na łacinę. Przetłumaczył także tablice astronomiczne Alchwarizmiego.

## Życiorys
Kształcił się w Laon i Tours. Propagował dokonania greckie i arabskie w zakresie matematyki i astronomii. To on był autorem poglądu wedle którego Platon jest reprezentantem mądrości, a Arystoteles nauki.